# Ausable

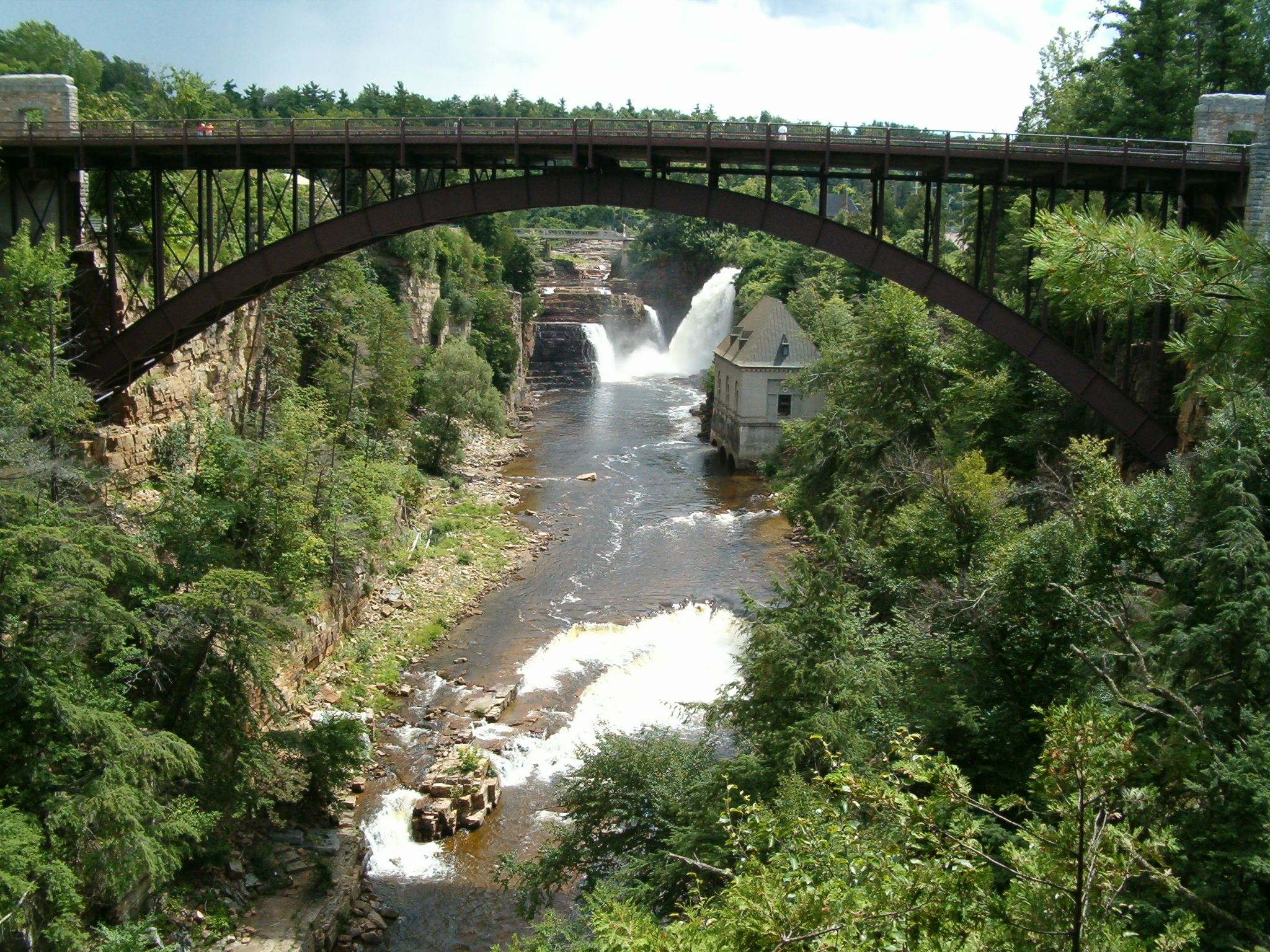
Brug over Ausable

De Ausable (Engels: Ausable River of AuSable River) is een rivier in de Amerikaanse staat New York.
De Ausable (van het Franse au sable, letterlijk: 'van zand' of 'zandig') stroomt vanuit het Adirondackgebergte naar het Champlainmeer bij de plaats Keeseville.
Het begin van de rivier bestaat uit twee armen die bij de plaats Au Sable Forks bij elkaar komen en verder lopen tot aan het meer. De westelijke arm loopt onder andere langs de vakantieplaats Lake Placid.
Een belangrijke attractie is de Ausable Chasm, een kloof nabij de monding.
- Library of Congress Control Number: sh2004009708
- Nationale Bibliotheek van Israël: 987007530579605171
- Virtual International Authority File: 315143070
- WorldCat: E39PBJqw38KXC9YKrPGWDXwjYP